# Nobreza da Rússia
A nobreza da Rússia (em russo:  дворянство, transl. dvoryanstvo) era uma classe na Rússia dos períodos principesco, czarista e imperial, tem sua origem no séc. XIV, como a parte mais baixa da classe do serviço militar, e constituía a corte de um príncipe ou de um grande boiardo.

O código de leis do Império Russo definia a nobreza como uma classe, cujo pertencimento “é uma consequência da qualidade e da virtude dos mandantes dos tempos antigos, que se distinguiam pelo mérito, pelo qual, tornando o próprio serviço em mérito, adquiriram um nome nobre para seus descendentes. Nobre significa todos aqueles que nasceram de ancestrais nobres, ou que receberam esta dignidade dos monarcas ”. Alexandre Pushkin:
O que é nobreza? A classe hereditária do povo é a mais elevada, ou seja, dotada de grandes vantagens em matéria de propriedade e liberdade privada.
A palavra "nobre" significa literalmente "uma pessoa da corte principesca" ou "cortesão". Os nobres foram colocados ao serviço do príncipe para cumprir diversas atribuições administrativas, judiciais e outras.
Em 1914, era constituída de aproximadamente 1.900.000 pessoas (cerca de 1,1% da população). Até a Revolução de fevereiro de 1917, a nobreza proprietária de terras era a classe de origem da maior parte dos quadros civis e militares da administração pública da Rússia.
A palavra russa para nobreza, dvoryanstvo (дворянство), deriva do eslavo dvor (двор), que se refere à corte de um príncipe ou duque (kniaz) e, mais tarde, do czar ou imperador. Originalmente, dvor referia-se  aos servos da propriedade de um aristocrata. Entre o final do século XVI e o início do XVII, a palavra dvoryane designava os nobres proprietários de terras que desempenhavam funções na corte real, viviam dentro dela (Moskovskie zhiltsy) ou eram candidatos a ela (dvorovye deti boyarskie, vybornye deti boyarskie), como para muitos descendentes boiardos (dvorovye deti boyarskie, vybornye deti boyarskie). Um nobre é chamado dvoryanin (plural: dvoryane).
A Rússia pré-soviética partilhava com outros países o conceito de que a nobreza conota um estatuto ou categoria social e não um título. Ao longo dos séculos XVIII e XIX, o título de nobre na Rússia tornou-se gradualmente um estatuto formal, em vez de uma referência a um membro da aristocracia, devido a um influxo maciço de plebeus através da Tabela de Posições.
Muitos descendentes da antiga aristocracia russa, incluindo a realeza, viram sua posição formal mudar para comerciantes, burgueses ou mesmo camponeses, enquanto as pessoas descendiam de servos (como o pai de Vladimir Lenin) ou do clero (como na ascendência da atriz Lyubov Orlova) ganhou nobreza formal.

## Histórico

### As reformas de Pedro, o Grande
Em 12 de janeiro de 1682, nos primeiros anos de sua administração, Pedro criou uma lei que declarava todos os aristocratas russos semelhantes uns aos outros. Oficialmente não havia mais diferenças, mas a nobreza deu outra interpretação ao Armorial da Nobreza da Câmara de Heráldica do Senado, instituído por Pedro, em São Petersburgo. O Armorial era dividido em cinco volumes: o Livro de Príncipes do Império, o Livro de Condes do Império, o Livro de Barões do Império, o Primeiro Livro de Aristocratas sem título hereditário (antes da reforma de Pedro, o Grande) e o Segundo Livro de Aristocratas sem título hereditário (depois da reforma de Pedro, o Grande). As velhas linhagens aristocráticas russas descendiam do líder viquingue Rurique e o do príncipe lituano Gedimino, o Grandioso. A Casa de Rurique  reinou sobre Rússia de 862 a 1598. 
Depois da era dos líderes noruegueses e aristocratas lituanos, a nobreza moscovita alcançou grande prosperidade. Antes das reformas de Pedro, o Grande, os descendentes de Rurique (ruríquidas) eram chamados de príncipes (knyaz) ou grão-Príncipes (velikiy knyaz). Simples boiardos, como os Romanovs, não tinham título. Pedro "importou" da Inglaterra e da Alemanha os títulos de conde e barão, que não existiam na Rússia, até então. O título de grão-príncipe era reservado aos membros da Família Imperial, os Romanov, enquanto que famílias como as dos Trubetzkoy, Obolensky e outros descendentes de Rurique passaram a ser chamados de príncipes. 
Ao longo dos séculos XVIII e XIX, o título de nobre, na Rússia, tornou-se gradualmente um status formal, em vez de referência a um membro da aristocracia, em razão da uma maciça inclusão de plebeus na Tabela de Classes (Tábel o Rángakh), introduzida em 1722, no âmbito da "revolução burocrática" do estado russo promovida por Pedro, o Grande. Aplicada a militares e funcionários públicos civis, a Tabela reorganizou a nobreza no país, que não era titulada. Nessa ocasião descendentes da antiga aristocracia russa, incluindo membros da realeza, mudaram sua posição formal para comerciantes, burgueses ou mesmo camponeses, enquanto pessoas descendentes de servos (como o pai de Vladimir Lenin) ou de clérigos (como os ascendentes da atriz Lyubov Orlova) ganharam nobreza formal. As modificações implementadas duraram, em sua maioria, até o final do Império, extinguindo-se com a revolução russa de 1917. Segundo a Tabela, um oficial que atigisse o topo de sua carreia adquiria nobreza hereditária. A escala da tabela de postos era constituída por 14 degraus (tchin), que tinham que ser galgados um a um. O mais baixo funcionário público tinha apenas um tchin, estava na faixa 14 e era chamado de Tchinovnik. A partir do oitavo tchin, quando alguém chegava ao posto de Membro do Conselho da Cidade ou Major no Exército, era considerado um verdadeiro nobre. Nesse estágio, a pessoa recebia o tratamento de Sua Alteza. Alcançava  o mais alto tchin o militar que chegasse a Marechal de Campo  ou o civil que alcançasse o posto de Chanceler do Império. Desde que se estabeleceu a Tabela de Posição Social, os russos passaram a dividir a nobreza em duas, a antiga nobreza e a nobreza hereditária.
Após a Revolução de Outubro de 1917, o novo governo soviético aboliu todas as classes de nobreza. Muitos membros da aristocracia russa se exilaram e constituíram associações, em vários países. Entre 1920 e 1930 várias dessas associações nobiliárquicas russas foram estabelecidas, notadamente na França, na Bélgica e nos Estados Unidos. Em Nova York, a Associação da Nobreza Russa na América foi fundada em 1938.

## Os títulos de nobreza

### Imperador - Император
O título do último Imperador da Rússia era: "Pela Graça de Deus, Nicolau II, Imperador e Autocrata de Todas as Rússias, Moscou, Kiev, Vladimir, Novgorod; Czar de Cazã, Czar de Astracã, Czar da Polônia, Czar da Sibéria, Czar de Cherson Táurica, Czar da Geórgia; Legislador de Pskov e Grão-Príncipe de Smolensk, Lituânia, Volínia, Podólia e Finlândia, Príncipe da Estônia, Livônia, Curlândia e Semigália, Samogítia, Bialistok, Carélia, Tuéria, Iugória, Perm, Vlatka, Bulgária, e outras terras; Senhor e Grão-Duque da Baixa Novgorod, Czernicóvia, Riazã, Polócia, Rostóvia, Jaroslávia, Byelozersk, Udória, Obdoria, Condia, Vitebsk, Mistislau, e de toda região norte; Senhor e Soberano das terras de Imerícia, Cártlia, Cabardínia e das Províncias da Armênia; Senhor dos Príncipes das Montanhas do Circassião; Senhor do Turquestão; Herdeiro da Noruega, Duque de Eslésvico-Holsácia, Stormarn, Ditmarschen e Oldemburgo; Supremo Defensor e Guardião dos Dogmas da Igreja, etc, etc e etc."
Apesar de amplamente difundido, o uso do título de Czar para se referir ao Soberano não era mais estritamente correto desde 1721. O correto era "Pela Graças de Deus, Fulano de Tal, Imperador e Autocrata de Todas as Rússias".

### Grão-Principe - Tsarevitch ou Czarevich (Filho do Tsar)
Título usado para o herdeiro presuntivo, filho ou irmão do Imperador reinante. O Imperador Paulo I da Rússia instituiu o que ficou conhecido como lei Paulina, pela qual somente herdeiros homens poderiam herdar o trono da Rússia. Segundo comentário, tal lei foi criada devido ao ódio que o monarca sentia por sua falecida mãe, Catarina, a Grande.

### Grão-Príncipe ou Grão-Duque/Velikiy Knyaz, (Grã-Princesa ou Grã-Duquesa/Velikaya Knyaginya, feminino)
Esse título russo, após a lei de Pedro, o Grande, ficou sendo destinado a uso exclusivo da família imperial russa. Os filhos, filhas e netos de um Imperador reinante tinham direito a esse título, assim como os irmãos e irmãs do Imperador. Os filhos e filhas da segunda geração de Grãos-Duques são Príncipes ou Princesas de sangue imperial, que recebem o título de Príncipes ou Princesas da Rússia e com o tratamento de Altezas. Essa qualificação prossegue pela primogenitura masculina às gerações subseqüentes. Os filhos e filhas das gerações seguintes recebem o tratamento de Alteza Sereníssima. Em 1935, o Chefe da Casa Imperial Russa no Exílio, Grão-Duque Cirilo Vladmirovitch Romanov, instituiu um decreto declarando que descendentes de uniões legais entre dinastias masculinos e mulheres de posição desigual receberão "o título e nome de Príncipe ou Princesa Romanov, com a adição do nome de solteira da esposa de tal membro da Casa Imperial, ou pela adição de um nome outorgado pelo Chefe da Casa Imperial da Rússia, com o tratamento, para a esposa e filho mais velho, de Alteza Sereníssima".

### Príncipe/Князь
O título de Príncipe era transmitido a toda a posteridade direta dos dois sexos. Não era exagero dizer que havia pelo menos dois mil príncipes no Império Russo. Depois da anexação do Cáucaso, os Tavades georgianos, chefes de pequenos reinos, tinha sido pomposamente reconhecidos como Príncipes. Tinha-se repetido a mesmo operação para os Khans nômades e para os representantes das nobres famílias armênias ou tártaras.

### Conde/Граф
Os Condes russos também eram tão numerosos quanto os Príncipes, sendo as mais antigas casas de condes as dos Golovin, Cheremetev e dos Tolstoy.

### Barão/Барон
O título de Barão só se conferia na Rússia muito raramente e sobretudo a banqueiros ou a grandes industriais de origem estrangeira. Dimsdale, um médico inglês, tinha obtido a dignidade de Barão russo por ter vacinado a Imperatriz Catarina II e o seu filho Paulo. Alguns judeus de alto mérito eram igualmente barões, o que desagradava à nobreza orgulhosa das províncias bálticas, onde este título estava bastante difundido entre os descendentes dos Cavaleiros Teutônicos.

### Nobreza não titular
A esta nobreza titular, Príncipes, Condes, Barões, juntava-se uma nobreza não titular, frequentemente mais ilustre ainda pela antiguidade. Só os verdadeiros conhecedores sabiam estabelecer uma diferença entre os méritos de um personagem enobrecido pelo posto de Coronel, ou de Conselheiro de Estado Efetivo e os de um nome não titular, mas escrito havia séculos no livro dos Boiardos. As velhas famílias não titulares eram praticamente inumeráveis.